# CV-147
CV-147 (Acceso al Desierto de las Palmas, en valenciano y oficialmente Accés al Desert de les Palmes), carretera valenciana que comunica Castellón con el parque natural del Desierto de las Palmas y Benicasim.

## Nomenclatura
La carretera CV-147 pertenece a la red de carreteras de la Generalidad Valenciana. Su nombre está formado por las iniciales CV, que indica que es una carretera autonómica de la Comunidad Valenciana, y el 147 es el número que recibe según el orden de nomenclaturas de las carreteras de la CV.

## Trazado actual
Comienza en una glorieta en la salida norte de Castellón a la N-340, cruza mediante un paso elevado la AP-7 y se adentra de pleno en la sierra, aunque no será hasta el kilómetro 3,500 cuando entre en la parte protegida del parque natural del Desierto de las Palmas. La actual vía es, prácticamente en todo su trazado, una carretera de montaña, ya que tendrá que elevarse hasta casi la altitud máxima de la sierra, 729 m s. n. m.
Durante su recorrido, la carretera cruza varias zonas edificadas, una de ellas la más importante, El Refugio, aproximadamente a la altura del kilómetro 6, o la zona del Monasterio, ya en la parte alta de la sierra (kilómetro 9), de donde parte la pista que llega al pico del parque, El Bartolo, donde se ubica el repetidor de televisión, radio y móvil de las comarcas de la zona.
Una vez atravesada esta zona, la vía comienza a descender, ya en la parte baja cruza de nuevo la AP-7 y entra en el municipio de Benicasim, donde pone punto final al trazado.

## Recorrido
| Velocidad | Esquema                                                     | Esquema | Esquema                                                                                             | Notas |
| --------- | ----------------------------------------------------------- | ------- | --------------------------------------------------------------------------------------------------- | ----- |
|           | CV-144a CV-149 Benicasim villas N-340 Benicasim - Tarragona |         | |       |
|           |                                                             |         | N-340a Avda. Castell Vell Castellón N-340 Castellón oeste - Valencia AP-7 E-15 Valencia - Barcelona |       |
|           | Comienzo de la carretera CV-147 Vía provincial de montaña   |         | Fin de la carretera CV-147                                                                          |       |
|           |                                                             |         | Cº de la Magdalena                                                                                  |       |
|           | Urbanización El Refugio                                     |         | Urbanización El Refugio                                                                             |       |
|           |                                                             |         | pista forestal Puebla Tornesa Camino de Santiago Castellón                                          |       |
|           | Centro Residencial La Bartola                               |         | Centro Residencial La Bartola                                                                       |       |
|           | Monasterio Carmelitas (S-XVIII)                             |         | Monasterio Carmelitas (S-XVIII)                                                                     |       |
|           |                                                             |         | pista forestal Pico del Bartolo Excepto Autorizados                                                 |       |
|           | Restaurante                                                 |         | |       |
|           |                                                             |         | pista forestal Barranco de Miravete                                                                 |       |
|           |                                                             |         | Urbanización Montemolino                                                                            |       |
|           | N-340 Castellón - Valencia                                  |         | Benicasim norte                                                                                     |       |
|           | C/ Desierto Benicasim                                       |         | |       |

## Futuro de la CV-147
No hay nuevos proyectos